# Arno Bunnig
Arno Bunnig (Kootstertille, 5 januari 1985) is een Nederlands basketballer die uitkomt voor Red Giants.

## Carrière
Bunnig, uit Friesland, werd beschouwd als een groot basketbaltalent. In 2001 verbleef hij via een uitwisselingsprogramma in de Verenigde Staten, waar hij een schooljaar lang highschool basketbal in de staat Wisconsin speelde. In het seizoen 2003/2004 kwam hij bij de eerste selectie van Woon Aris!. In het seizoen daarna nam Landstede Basketbal hem over. Sinds dat seizoen speelt Bunnig aaneengesloten voor Landstede Basketbal. Eind 2004 werd hij samen met Jesper Jobse die eveneens voor Landstede speelde, geselecteerd voor het Nederlands basketbalteam onder 23. In 2013 maakte de Zwolse club bekend dat ze niet verder zou gaan met Bunnig. In het seizoen 2012-13 kwam Bunnig uit voor het eerste team van Landstede Basketbal ZAC, sinds het seizoen 2014-15 komt hij uit voor Red Giants welke in de promotiedivisie speelt.